# Sudden Sky
«Sudden Sky» (укр. Раптове небо) — четвертий повноформатний альбом американського пост-хардкор гурту Crown the Empire. Він вийшов 19 липня 2019 на лейблі Rise Records, а продюсером виступив Дрю Фулк. Це перший альбом групи, в якому не брав участь вокаліст Девід Ескамілла, який пішов із групи у січні 2017.

## Передумови та запис
У березні 2018 вокаліст гурту Ендрю Рокхолд у одному з інтерв'ю заявив, що вони працюють над новим матеріалом. А вже у жовтні того ж року у мережі з'явилася інформація, що група вже закінчила запис альбому.

## Реліз та просування
Перший сингл з цього альбому «20/20» група випустила 13 червня 2018. Вокаліст Ендрю Рокхолд так прокоментував цю пісню:
«Я почав відчувати, що живу у світі, де, хоча ми пов'язані як ніколи, я почувався більш самотнім, ніж будь-коли. Занадто легко вказувати пальцем на марнославство та одержимість у технологіях, при цьому бути невіддільною частиною цього. Ця пісня — це лист до самого себе, щоб нагадати мені, що я все ще передусім людина. Дякуємо усім, що були так довго з Crown the Empire. Сподіваюся, вам сподобається ця композиція».
21 вересня 2018 світ побачив другий сингл — «what i am» (назва спеціально написана маленькими літерами). Все той же Ендрю Рокхолд так прокоментував її створення:
«Це найважливіша пісня Crown the Empire, з усіх які ми вже видали. Протягом останніх кількох років я брав участь у деяких непростих стосунках із різними людьми. Я витратив багато часу на написання тексту до цієї пісні, тому що мені було нелегко весь цей час, будучи настільки вразливим, і Я повинен був виплеснути ці слова для власного осуду. Комусь важко запитати себе: „Чи тут я прийняв правильне рішення? Я егоїстичний чи я нарешті зосередився на собі, щоб бути кращою та щасливішою людиною?“ Відповідь була на 100 % „так“, і я сподіваюся, що ця пісня допоможе кожному, хто відчуває те саме»
Третій сингл з альбому, «Sudden Sky», став доступний 5 квітня 2019, а четвертий — «MZRY», вийшов 19 червня 2019.

## Комерційний успіх
Альбом не надто високо піднявся у Billboard 200, лише 190 позиція від 2 серпня 2019 . Також альбом зайняв 37 місце у чарті Top Rock Albums та 13 у Hard Rock Albums і так і не спромігся повторити успіх двох минулих альбомів.

## Критика
Альбом отримав неоднозначні відгуки. New Noise поставила альбому 4,5 зірки з 5, заявивши, що «з упевненістю можна сказати, що кожен трек з альбому вартий повторних прослуховувань».
Dead Press! же написали, що «хоч запис може й не досягне нових висот тв все ж, безумовно, порадує слухачів», і поставили альбом 7 з 10 балів.
В той же час, Distorted Sound поставили альбому 6 балів з 10 і заявили: «Якщо ви збираєтеся послухати «Sudden Sky», сподіваючись на щось більше, ніж легкий металкор початку 2010 року, зі змінами, які міг принести 2019, то ви залишитеся розчаровані».

## Список композицій
| #                         | Назва                   | Тривалість |
| ------------------------- | ----------------------- | ---------- |
| 1.                        | «(X)»                   | 1:20       |
| 2.                        | «20/20»                 | 4:01       |
| 3.                        | «what i am»             | 3:16       |
| 4.                        | «BLURRY (out of place)» | 3:20       |
| 5.                        | «Red Pills»             | 3:46       |
| 6.                        | «MZRY»                  | 4:04       |
| 7.                        | «Under the Skin»        | 3:08       |
| 8.                        | «SEQU3NCE»              | 3:18       |
| 9.                        | «March of the Ignorant» | 3:36       |
| 10.                       | «Sudden Sky»            | 4:20       |
| Загальна тривалість 34:14 |                         |            |

## Музичні кліпи
На композиції з цього альбому було відзнято 6 музичних відео, а саме:
- «20/20 [Архівовано 14 червня 2021 у Wayback Machine.]»
- «what i am [Архівовано 14 червня 2021 у Wayback Machine.]»
- «Sudden Sky [Архівовано 14 червня 2021 у Wayback Machine.]»
- «MZRY [Архівовано 20 травня 2021 у Wayback Machine.]»
- «BLURRY (out of place) [Архівовано 9 травня 2021 у Wayback Machine.]»
- «Red Pills [Архівовано 9 травня 2021 у Wayback Machine.]»

## Учасники запису
Інформація про учасників запису запозичена з сайту AllMusic.
- Ендрю Рокхолд — вокал, клавішні, «20/20», скримінг у піснях «20/20» та «Sudden Sky»
- Брендон Гувер — ритм-гітара
- Гайден Трі — бас-гітара, беквокал
- Брент Тадді — ударні